# Peter Luder
Peter Luder (1415–1472) (Petrus von Kislau) (* Kislau, Francônia, 1415 † Viena?, 1472) foi um humanista, médico, latinista, poeta, viajante, erudito e professor universitário alemão.  É considerado o fundador do humanismo na Alemanha.

## Biografia
Era filho de Johannes Luder, e nasceu em Kislau, perto de Mingolsheim im Kraichgau, por volta de 1415. Em 1431, ele se matriculou na Universidade de Heidelberg. Viajou para Roma, Veneza, Albânia, Macedônia e Grécia. Por volta de 1440, terminou seus estudos na Universidade de Ferrara, onde durante muitos anos contemporizou com Guarino Veronese.  Estudou história, retórica e poesia, tendo visitado a escola particular e foi hóspede do renomado humanista italiano. Praticamente ele foi um humanista itinerante, vagando pelo Mediterrâneo, indo de um mosteiro a outro. Em 1445 esteve em Veneza. Francesco Foscari (1373-1457), doge da República de Veneza, o nomeou notário e lhe concedeu um título honorário e um brasão.
A convite de Frederico I, Eleitor de Heidelberg, veio para a universidade onde deu sua primeira aula no dia 14 de Julho de 1456.  Em 11 de Fevereiro de 1458, Luder fez um discurso na universidade, elogiando Frederico, o Vitorioso (1425-1476). 
No verão de 1460 estava em Ulm. No fim desse ano, foi levado para a Universidade de Erfurt, e daí se transferiu para Leipzig, dois anos depois, onde iniciou o humanismo na Alemanha, fazendo um discurso de abertura. Dentre os seus alunos estava Hartmann Schedel (1440-1514), autor da obra "A Crônica do Mundo", 1493.
Em 1462 retornou a Pádua. Em 2 de Junho de 1464, junto com Hartmann Schedel, tirou seu diploma de Medicina. Na Universidade de Basileia atuou como médico e humanista, e passa a prestar serviços para Sigismundo, Duque de Tirol (1427-1496), como diplomata.
Em março de 1470, Luder acompanha uma delegação austríaca a Bruges, com fins diplomáticos, recebendo uma remuneração de 30 florins. No verão de 1470 há um registro de Petrus Luder de Kislau, doutor em medicina, na Universidade de Viena.
De seus alunos os mais renomados foram: Stefan Hoest (c.1430-1472) e Matthias von Kemnat (1430-1476), capelão e historiógrafo do Eleitor Frederico I, com quem Luder tinha muita amizade. O teólogo Stefan Hoest foi sucessor de Petrus Luder em Heidelberg.
Durante muito tempo, a avaliação do seu trabalho teve uma repercussão relativamente negativa, apesar de se reconhecer que Luder teve um papel vital na divulgação da filosofia humanista. Atualmente, ele é reconhecido principalmente como pioneiro por divulgar as ideias do humanismo renascentista italiano na Alemanha.